# Sevinch Rahimova
Sevinch Rahimova (usbekisch Севинч Раҳимова, russisch Севинч Хамроевна Рахимова Sewintsch Chamrojewna Rachimowa, auch Sevinch Rakhimova; geboren am 22. Januar 1999 in Urganch) ist eine usbekische Karateka in der Gewichtsklasse bis 55 kg. 2019 gewann sie bei den Asienmeisterschaften die Silbermedaille und bei den Islamic Solidarity Games die Bronzemedaille.

## Leben
In ihrer Kindheit begann Sevinch mit Gerätturnen und wechselte im Jahr 2013 unter der Leitung ihres Trainers Suleyman Yusupov zum Karate.
2019 gewann sie bei den Asienmeisterschaften in Taschkent die Silbermedaille.
Zwei Jahre darauf nahm Sevinch Rahimova an einem olympischen Qualifikationsturnier in Paris teil, um sich für die Olympischen Sommerspiele in Tokio zu qualifizieren. Allerdings verlor sie in der ersten Runde gegen die Russin Naila Gataullina. Im selben Jahr nahm sie auch an der Weltmeisterschaft in Dubai teil, verlor jedoch im Kampf um die Bronzemedaille gegen Anna Tschernyschewa aus Russland. Bei den Asienmeisterschaften verlor sie ebenfalls im Kampf um die Bronzemedaille. 2022 gewann Rahimova bei den Islamic Solidarity Games in Konya die Bronzemedaille.
Im August 2023 gewann sie die Goldmedaille bei den II. Spielen der GUS in Minsk. Im selben Jahr, im Oktober, besiegte sie im Finale der Asienspiele in Hangzhou Ku Tsui-ping aus Taiwan und gewann somit die Goldmedaille.